# Cycloderus signaticollis
Cycloderus signaticollis is een keversoort uit de familie vuurkevers (Pyrochroidae). De wetenschappelijke naam van de soort is voor het eerst geldig gepubliceerd in 1861 door Fairmaire & Germain.